# Ritterellidae
Famille
Les Ritterellidae sont une famille de tuniciers de l'ordre des Aplousobranchia.

## Liste des genres
Selon World Register of Marine Species (16 novembre 2019) :
- genre Dumus Brewin, 1952 -- 1 espèce
- genre Pharyngodictyon Herdman, 1886 -- 6 espèces
- genre Ritterella Harant, 1931 -- 24 espèces